# 四〇・九風水害
四〇・九風水害（40てん9ふうすいがい）とは1965年（昭和40年）9月に、主に福井県東部を襲った記録的な水害である。特に9月13日から9月16日の水害は奥越豪雨、あるいは奥越集中豪雨とも呼ばれる。

## 経過
まず1965年9月8日から9月11日にかけて台風23号の襲来により、九頭竜川流域の山間部で200mm前後の総雨量があった。この後、台風24号の襲来とともに前線が北上し、14日頃に本州上で停滞したため、集中豪雨が発生した。
大野市、旧西谷村などの奥越地方、および岐阜県揖斐川上流を強雨域とし、13日から15日まで地域は変わらなかった。この時真名川流域では総雨量1000mmを超える記録的な雨となり、笹生川ダムではダムの洪水調整機能の喪失、さらにはダム本体が決壊の危機に陥った。
西谷村の中心部であった中島地区では笹生川などの氾濫および土砂災害により、家屋の9割が流失、あるいは埋没という壊滅的な被害を受けた。
この後、台風24号の襲来で9月17日から18日にかけて、九頭竜川下流域や日野川で氾濫が続出した。この時は奥越地方の降水量は少なく、下流域および旧三方町、小浜市において山崩れが発生した。

## 災害後
奥越豪雨により西谷村の中心部が壊滅的な被害を受け、村人のほとんどは大野市内の仮設住宅へ避難した。その後、再建のニュータウン構想が画策され、再び架けられた橋もあったが、1966年7月に真名川ダムの建設が決定し、全住民が集団離村することが決定。西谷村は1970年6月30日限りで廃村となり、翌日全村が大野市に編入された。
現在は真名川ダムによって出来た人工湖、麻那姫湖のほとりに「ふるさとの碑」、「萬霊之碑」などと刻まれた離村記念碑が建てられている。麻那姫湖を周回する国道157号線には水没した集落名を示す道路標示が立てられている。旧西谷村中島地区は麻那姫湖青少年旅行村というキャンプ場として整備されている。